# Hóp (IJsland)
Hóp is een meer in het noordwesten van IJsland, vlak bij Blönduós aan de Húnafjörður.
Hóp is eigenlijk geen meer maar een lagune, aangezien er via een nauwe opening een directe verbinding met de Straat van Denemarken is. Hierdoor is het "meer" dus ook getijdengevoelig waardoor het wateroppervlakte schommelt tussen 29 en 44 km². Op het diepste punt bereikt het "meer" een diepte van 9 meter.